# 國立大學醫院
國立大學醫院（英語：National University Hospital），縮寫NUH，是一間三級轉診醫院及醫療科學學術中心，位於新加坡肯特崗。國立大學醫院一共設有1,239張病床，服務超過67萬門診病人和4.9萬住院病人，同時也是新加坡國立大學的醫學及牙科臨床訓練中心和研究中心。
國立大學醫院是國立大學醫學組織的旗艦醫院，也是新加坡國立大學楊潞齡醫學院的教學醫院。該醫院設有三個國家專科中心，分別為國立大學癌症機構、國立大學心臟中心及國立大學口腔健康中心。